# Jacques Saly
Jacques François Joseph Saly (Valenciennes, 20 giugno 1717 – Parigi, 4 maggio 1776) è stato uno scultore francese.

## Biografia
Il fu figlio di Francois Marie Saly e Marie Michelle. Ha iniziato la sua carriera come scultore Antoine Gilles farsi consigliare da una scuola a Valenciennes negli anni tra il 1726 e 1727. In secondo luogo, sebbene il reddito dei propri genitori erano poveri
Egli è stato inviato a Parigi nel 1732 per studiare con scultore Guillaume Coustou.
Mentre a Parigi, ha partecipato anche l'Accademia di Arte francese, dove ha vinto medaglie nel 1734, 1737 e 1738.